# Претеча (часопис)
Претеча је био часопис за националну и хришћанску културу, који је излазио у Београду 1928. године. Часопис је излазио седам пута годишње, о великим православним празницима, уредници били су Синиша Кордић и др Душан Стојановић, а власник Ратко Парежанин. Годишња претплата на овај часопис била је 100 динара, а сваки појединачни број коштао је 20 динара. Часопис је штампала Штампарија Краљевине Срба, Хрвата и Словенаца у Београду.